# Ciudad-balneario de Gelendzhik

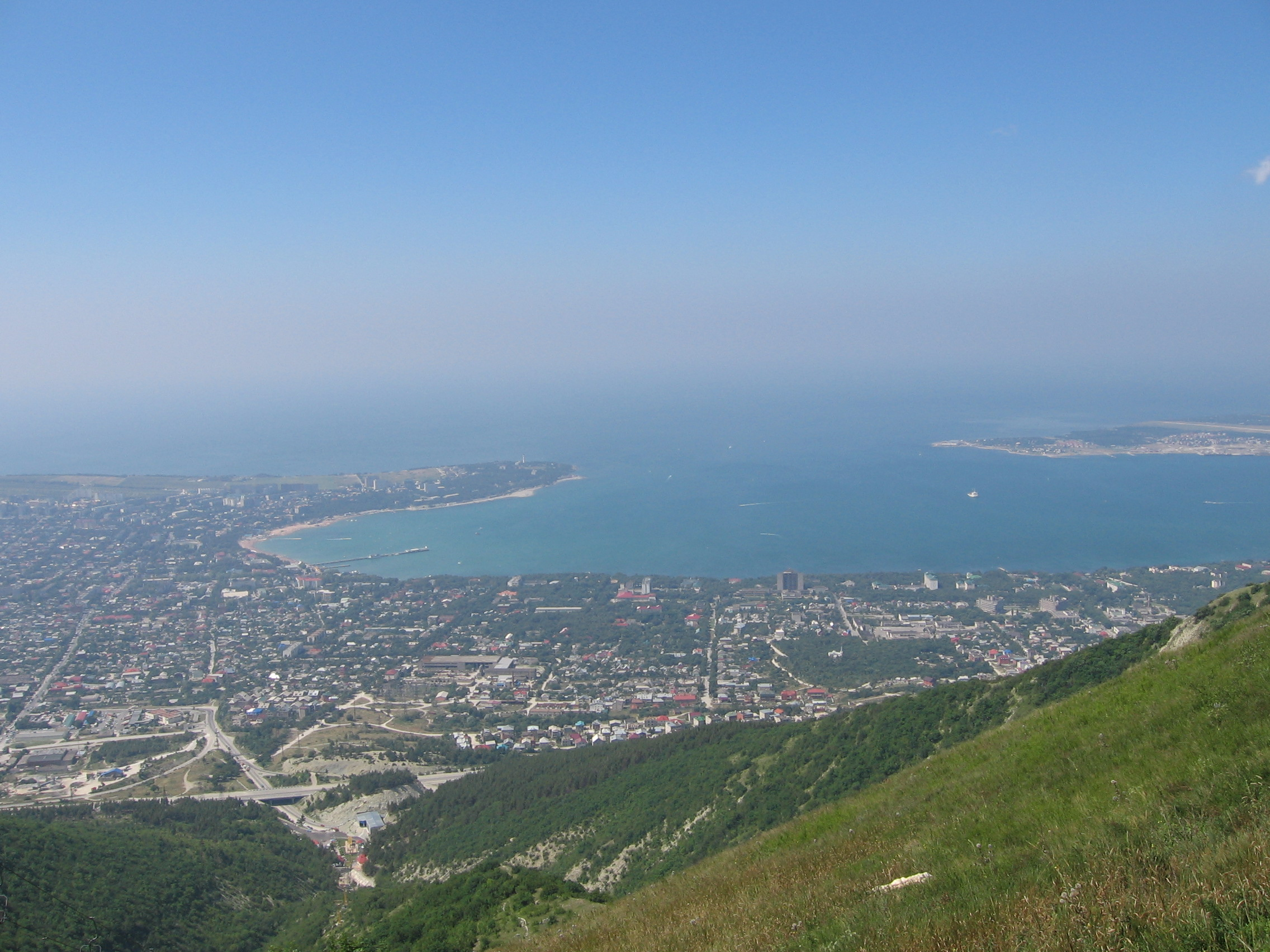
Vista de la bahía de Gelendzhik.

La ciudad-balneario de Gelendzhik (del ruso: Город-курорт Геленджик) es una de las siete unidades municipales con estatus de ciudad independiente u ókrug urbano del krai de Krasnodar, en Rusia. Está situada en la zona meridional del krai. Limita al sur y al suroeste con el mar Negro, al noroeste con el ókrug urbano de Novorosíisk, al norte con el raión de Krymsk y el raión de Abinsk, al nordeste con el raión de Séverskaya y al este con el raión de Tuapsé. Contaba con una población en 2010 de 91 126 habitantes y una superficie de 1 227.5 km². Su centro administrativo es Gelendzhik.
El distrito se halla enmarcado entre las vertientes meridionales del Cáucaso Occidental y la costa nororiental del mar Negro. Las bahías de Gelendzhik y Tsemés se hallan en sus costas. Lo surcan de norte a sur varios cortos ríos que desembocan en el mar Negro, entre los que cabe destacar el Pshada, el Vulan, el río Aderbiyevka o el río Yashamba. El curso superior del río Adegoi, de la cuenca del Kubán, baña el noroeste montañoso del distrito. El 87.6 % de su territorio está cubierto por bosques.

## Historia
Como resultado de una reforma administrativa en 2005 la ciudad de Gelendzhik y los territorios subordinados a su municipio fueron unidos en la unidad municipal de la ciudad-balneario de Gelendzhik.

## División administrativa
| Municipios de tipo urbano    | Poblaciones* |
| ---------------------------- | --- |
| Ciudad de Gelendzhik         | - ciudad Gelendzhik |
| Municipios de tipo rural     | |
| Ókrug rural Arjipo-Ósipovski | - seló Arjipo-Ósipovka - seló Tekos - seló Teshebs                                                                                            |
| Ókrug rural Divnomorski      | - seló Divnomórskoye - jútor Dzhanjot - seló Praskovéyevka - seló Adérbiyevka - posiólok Svetli - jútor Shirokaya Shchel - seló Vozrozhdéniye |
| Ókrug rural Kabardinski      | - seló Kabardinka - jútor Afonka - seló Vinográdnoye - seló Márina Roshcha                                                                    |
| Ókrug rural Pshadski         | - seló Pshada - seló Mijáilovski Pereval - seló Beregovoye - seló Krinitsa - jútor Beta - jútor Shirókaya Pshádskaya Shchel                   |

*Los centros administrativos están resaltados en negrita.

## Transporte
Por el territorio del distrito pasa la carretera federal M4 Don Moscú-Novorosíisk, atravesándolo de sureste a noroeste.